# Kelly Eastwood
Kelly Eastwood (* 20. Jahrhundert) ist eine britische Schauspielerin.

## Leben und Karriere
Kelly Eastwood wurde 1981 oder 1982 geboren. Sie besuchte die Edinburgh University, die sie mit dem Master of Arts abschloss. Ab 2000 erhielt sie ihre schauspielerische Ausbildung an der London Academy of Music and Dramatic Art (LAMDA). 2001 debütierte sie am Bedlam Theatre in dem Bühnenstück Bedroom Farce. Ihr Filmdebüt gab sie 2003 in dem Kurzfilm Death Warmed Up.

## Filmografie
- 2003: Death Warmed Up (Kurzfilm)
- 2004: Progress (Kurzfilm)
- 2006: Someone Else
- 2007: Sterben für Anfänger (Death at a Funeral)
- 2009: Waiting for Gorgo (Kurzfilm)
- 2009: First Loss (Kurzfilm)
- 2011: The Sky in Bloom
- 2011: Sunday Dinner
- 2011: Babysitting (Kurzfilm)
- 2012: Outlaw (Kurzfilm)
- 2013: The Sky in Bloom
- 2014: Nowhere